# Irina Borzova
Irina Naumivna Borzova (född Barulja), född 28 augusti 1982 i Vinnytsia, Ukrainska SSR, är en ukrainsk affärskvinna och politiker. Hon är parlamentsledamot i den nionde församlingen av Verchovna Rada. Hon är medlem i kommittén för ungdom och sport, och ordförande i underkommittén för statlig ungdomspolitik.

## Biografi
Borzova föddes i Vinnytsia 1982 där hon också gick på det nationella jordbruksuniversitetet. Tillsammans med sin far Naum Barulei äger Borzova ett restaurangföretag registrerat i Sudak i Krim, men hon uppger att hon lämnat företaget. Efter Rysslands ockupation av Krim, omregistrerades dess verksamhet i enlighet med rysk lag och enligt Ryska federationens skattetjänst. Borzova är också ägare till kedjan "Delicious Hedgehog Café".
I lokalvalet 2015 kandiderade Iryna Borzova till stadsrådet i Vinnytsia för Volodymyr Hrojsmans parti.
2019 valdes Borzova till parlamenetet i valkrets № 14 (distrikten Zhmerynka, Barsky, Zhmerynsky, Litynsky, Tyvrivsky).
Borzova är medlem i partiet Folkets tjänare och är ordförande för den regionala organisationen Vinnytsia.
Hon är gift med politiken, Sergej Borzov. De har tre barn.